# 安德里伊夫卡 (內赫沃羅夏市鎮)
49°11′1″N 34°35′15″E / 49.18361°N 34.58750°E
安德里伊夫卡（羅馬化：Andriivka）是位於烏克蘭中部的村莊，由波爾塔瓦州波爾塔瓦區的內赫沃羅夏市鎮負責管轄。該村處於蘇哈馬亞奇卡河畔，始建於1830年，面積1.76平方公里，海拔高度66米，2001年人口590。